# 8 Pułk Artylerii Lekkiej (PSZ)
8 Pułk Artylerii Lekkiej (8 pal) – oddział artylerii lekkiej Polskich Sił Zbrojnych w ZSRR.

## Formowanie i zmiany organizacyjne
Pułk był formowany w składzie 8 Dywizji Piechoty w okresie od 26 stycznia 1942 roku. W ramach pułku zorganizowano 1 baterię (rezerwiści), 3 i 4 baterię (rekruckie). Do czasu ewakuacji pułku z ZSRR w marcu 1942 roku nie osiągnął stanów etatowych i gotowości organizacyjnej liczył ok. 300 żołnierzy. W dniu 23 maja 1942 r. przetransportowany do Palestyny do miejscowości El-Khassa. 14 czerwca pułk został rozwiązany, większość żołnierzy została przetransportowana do Wielkiej Brytanii, gdzie zasilili oddziały 1 Korpusu Polskiego i 1 Samodzielnej Brygady Spadochronowej. Pozostali po weryfikacji zostali wcieleni do oddziałów na Bliskim Wschodzie, głównie 2 i 3 karpackiego pułku artylerii lekkiej.

## Dowódcy
- mjr Józef Bauman[2]

## Etat wojenny pułku
- dowództwo pułku z baterią dowodzenia (sztabową)
- 2 dywizjony ogniowe:
  - 2 czterodziałowe baterie armat 76 mm
  - 1 czterodziałowa bateria haubic 122 mm

Według etatu pułk liczyć miał 85 oficerów i 970 kanonierów. Pułk faktycznie nie posiadał uzbrojenia.